# Gestión del suelo
La gestión del suelo o manejo del suelo es la aplicación de operaciones, prácticas y tratamientos para proteger el suelo y mejorar su rendimiento (como la fertilidad del suelo o la mecánica del suelo). Incluye la conservación del suelo, la enmienda del suelo y la salud óptima del suelo. En la agricultura, se necesita cierta cantidad de gestión del suelo, tanto en tipos no orgánicos como orgánicos, para evitar que las tierras agrícolas se vuelvan poco productivas durante décadas. La agricultura orgánica en particular enfatiza el manejo óptimo del suelo, porque utiliza la salud del suelo como la fuente exclusiva o casi exclusiva de su fertilización y control de plagas.
La gestión del suelo es una herramienta importante para abordar el cambio climático al aumentar el carbono del suelo y también para abordar otros problemas ambientales importantes asociados con prácticas agrícolas industriales modernas. Project Drawdown destaca tres prácticas principales de gestión del suelo como pasos factibles para la mitigación del cambio climático: el manejo mejorado de nutrientes, la agricultura de conservación (incluida la siembra directa), y el uso de agricultura regenerativa.

## Impacto ambiental
Según la EPA, las prácticas de gestión del suelo agrícola pueden conducir a la producción y emisión de óxido nitroso (N2O), un importante gas de efecto invernadero y contaminante del aire. Las actividades que pueden contribuir a las emisiones de N2O incluyen el uso de fertilizantes, el riego y la labranza. La gestión de suelos representa más de la mitad de las emisiones del sector agrícola. El ganado vacuno representa un tercio de las emisiones, a través de las emisiones de metano . La gestión del estiércol y el cultivo de arroz también producen emisiones. El uso de biocarbón puede reducir las emisiones de N2O de los suelos en un promedio del 54%.
Los suelos pueden secuestrar dióxido de carbono (CO2) de la atmósfera, principalmente almacenando carbono como carbono orgánico del suelo (COS) a través del proceso de fotosíntesis. El CO2 también se puede almacenar como carbono inorgánico, pero esto es menos común. La conversión de tierras naturales en tierras agrícolas libera carbono a la atmósfera. La cantidad de carbono que un suelo puede secuestrar depende del clima y del uso y manejo actual e histórico de la tierra. Las tierras de cultivo tienen el potencial de secuestrar de 0,5 a 1,2 Pg C/año y las tierras de pastoreo y pastizales podrían secuestrar de 0,3 a 0,7 Pg C/año. Las prácticas agrícolas que secuestran carbono pueden ayudar a mitigar el cambio climático.
Los métodos que mejoran significativamente el secuestro de carbono en el suelo incluyen la agricultura sin labranza, el acolchado de residuos, los cultivos de cobertura y la rotación de cultivos, todos los cuales se utilizan más ampliamente en la agricultura orgánica que en la agricultura convencional. Debido a que solo el 5% de las tierras agrícolas de los Estados Unidos utilizaba (a principios de la década de los 2000) cobertura de residuos y sin labranza, existe un gran potencial para la captura de carbono. En Europa se han propuesto prácticas similares, como la conversión de tierras cultivables en pastizales, residuos de cultivos y cultivos de cobertura.

## Prácticas
La agricultura convencional está impulsada por la industrialización y tiene como objetivo maximizar la eficiencia. Las prácticas incluyen la agricultura a gran escala que se especializa en monocultivos y utiliza pesticidas, herbicidas y fertilizantes. Las alternativas incluyen agricultura de conservación, regenerativa y orgánica, que pueden agruparse ampliamente bajo el concepto agricultura sostenible. La agricultura de conservación tiene tres prácticas principales: minimizar la perturbación del suelo, mantener una cobertura permanente del suelo y diversificar las especies de cultivos. De manera similar, las prácticas de agricultura regenerativa utilizan labranza mínima o nula, cultivos de cobertura, rotación de cultivos, compostaje y pastoreo. La agricultura orgánica incorpora la mayoría de estas prácticas y enfatiza el manejo biológico, no sintético. Existen tres prácticas generales que mejoran el secuestro de carbono en los suelos: aumentar los aportes de biomasa, disminuir las pérdidas de COS y aumentar el tiempo medio de residencia (TRM) del COS.

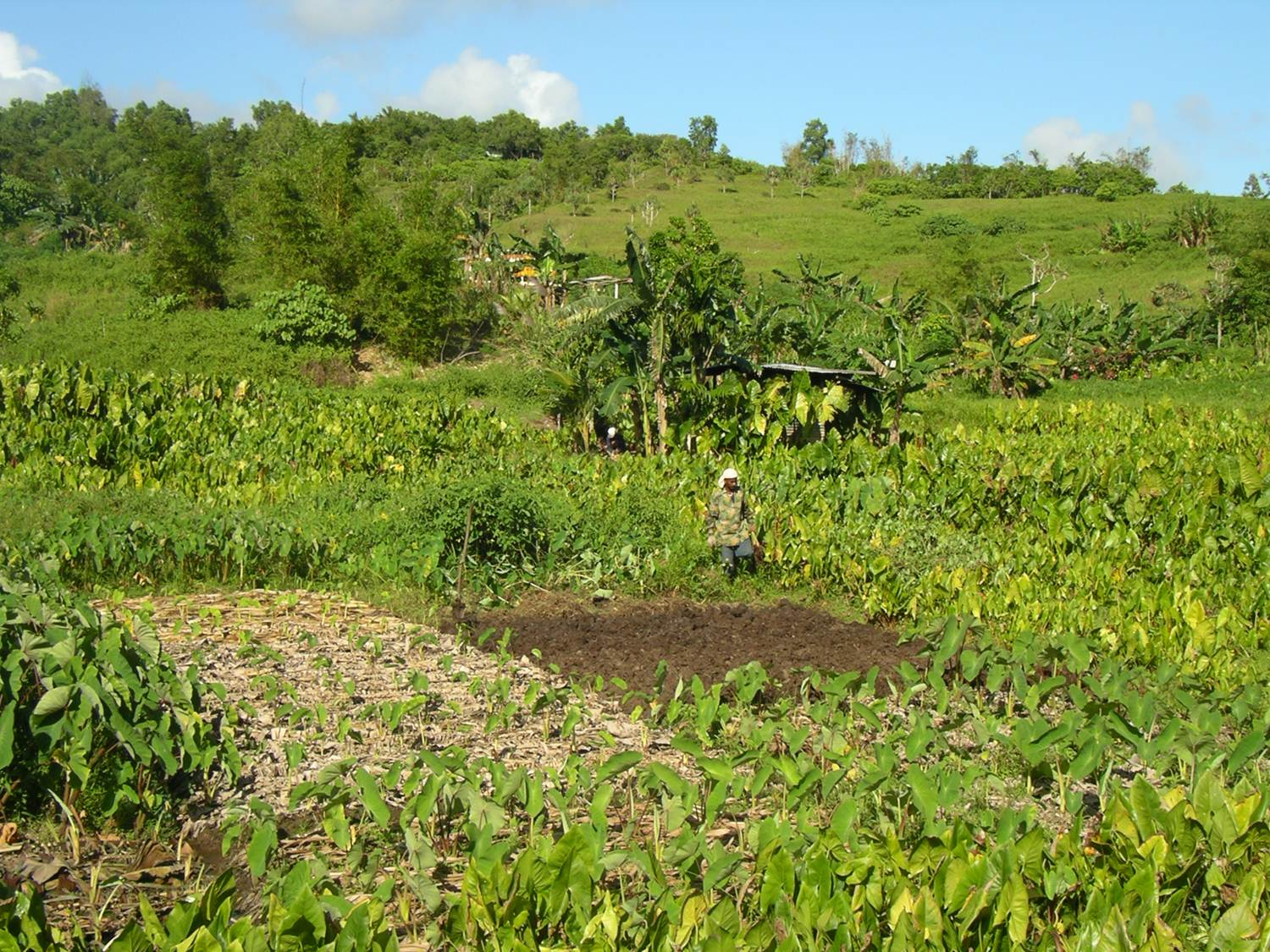
El cultivo de cobertura y el mulching se practican como manejo del suelo en Palaos

Las prácticas específicas de manejo del suelo que afectan la salud del suelo incluyen:
- Controlar el tráfico en la superficie del suelo ayuda a reducir la compactación del suelo, lo que puede reducir la aireación y la infiltración de agua.
- Plantar cultivos de cobertura que mantengan el suelo anclado y cubierto fuera de temporada para que el viento y la lluvia no lo erosionen.
- La rotación de cultivos[17] para cultivos en hileras alterna cultivos con alto contenido de residuos con cultivos con menos residuos para aumentar la cantidad de material vegetal que queda en la superficie del suelo durante el año para proteger el suelo de la erosión.
- El manejo de nutrientes puede ayudar a mejorar la fertilidad del suelo y la cantidad de contenido de materia orgánica, lo que mejora la estructura del suelo y sus funciones.
- Labrar la tierra, o labranza, es romper la tierra, como con un arado o una grada, para preparar la tierra para nuevas semillas. Los sistemas de labranza varían en intensidad y perturbación. La labranza convencional es el sistema de labranza más intenso y perturba el nivel más profundo de los suelos. Al menos el 30% de los residuos vegetales permanecen en la superficie del suelo en la labranza de conservación.[18][19] Las operaciones de labranza reducida o sin labranza limitan la cantidad de perturbación del suelo mientras se cultiva un nuevo cultivo y ayudan a mantener los residuos de plantas en la superficie del suelo para la protección contra la erosión y la retención de agua.
- Agregar materia orgánica a la superficie del suelo puede aumentar el carbono en el suelo y la abundancia y diversidad de organismos microbianos en el suelo.[20][21]
- El uso de fertilizantes aumenta los nutrientes como nitrógeno, fósforo, azufre y potasio en el suelo. El uso de fertilizantes influye en el pH del suelo y, a menudo, acidifica los suelos, con la excepción del fertilizante de potasio.[22]